# Grumia carriei
Grumia carriei là một loài bướm đêm trong họ Noctuidae.